# アネイチュム島
アネイチュム島（Anatom）は、バヌアツの島。タフェア州に属する。島の中心地は南岸にあるAnelghowhat村である。面積は159.2km2 。火山島であり、島の最高峰は852ｍのInrerow Atamein山である。島は珊瑚礁に囲まれている。空港はアネイチュム島にはないが、すぐ南のInyeug島にあり、首都ポートビラとタンナ島へ週二回のフライトがある。
アネイチュム島は、ニューカレドニアが実効支配して係争中のマシュー・ハンター諸島（Matthew Island and Hunter Island）を除き、バヌアツ最南端の島である
。アネイチュム島の属島であるInyeug島のNétchan Néganneaing岬がバヌアツ最南端である。
島の人口はおおよそ1250人であるが、1793年にヨーロッパ人がこの島に上陸するまでは最大で12000人がこの島に住んでいたと考えられている。その後、ヨーロッパ人の持ち込んだ病気と奴隷売買によって人口は激減し、1930年には島の人口は200人を割っていた。島民はオーストロネシア語族マレー・ポリネシア語派大洋州諸語南バヌアツ諸語のアネイチュム語（Aneityum; Anejom̃; ISO 639-3: aty）を話す。